# Lajsat Bajsarovová
Lajsat Bajsarovová, rozená Tangijevová, pracovníky NKVD přezdívaná „Panter“ (rusky Лайсат Байсарова; 1920 v Galaški, Ingušsko, Horská republika – 2005 v Itum-Kali, Čečensko) byla ingušskou pracovnicí Komunistické strany Sovětského svazu, která se poté, kdy byla v roce 1944 nadřízenými požádána o spolupráci při vykonání deportace Čečenců a Ingušů a dalších vajnachských národů z Kavkazu, obrátila proti nim a stala se abrekyní neboli, dle kavkazských tradic, mstitelkou. V kavkazských horách se proslavila jako ostrostřelkyně, která zabila mnoho agentů NKVD, kteří po ní pátrali, a přitom nebyla nikdy dopadena. Byla též známá pro svou krásu a půvab.

## Život
Lajsat, rozená Tangijevová, se narodila v Ingušské obci Galaški. Údaje o vzdělání nejsou k dispozici, každopádně byla v dospívání vzornou a zdatnou členkou Komsomolu, odkud po maturitě a dvou letech práce posléze přešla pro svůj talent na agitaci a politický aktivismus do komsomolu a orgánů KSSS v čečenském městě Itum-Kali, kam se přestěhovala po svatbě. V rámci komsomolu totiž docházela na kroužky ostřelování a horolezectví a díky tomu se seznámila se svým budoucím manželem Achmetchanem Bajsarovem z Čečenska, když byli oba dva v roce 1939 součástí výpravy na vrchol nejvyšší kavkazské hory Elbrus. Stala se první ženou, která stanula na vrcholu této hory. Jejich svatba se konala v roce 1940 v Moskvě během Všesvazových her, kterých se oba účastnili coby reprezentanti Čečenska-Ingušska ve sportovní střelbě z odstřelovacích pušek.

### Abrekyně v kavkazských horách (1944-1957)
V době Velké vlastenecké války pokračovala v práci pro KSSS a dle vzpomínek generála Nikolaje Michajloviče Bulanova měla bezvadnou pověst stranické pracovnice, jakých bylo málo. Proto byla v Itum-Kali v roce 1943 pozvána generálporučíkem Státní bezpečnosti Šalvou Ceretelim na zasedání velitelství pro deportaci Čečenců. Na tomto zasedání byla pověřena úkolem agitovat u obyvatelstva regionu, aby se nebránilo deportaci, k čemuž dostala propustku na volný pohyb po okolí. Bylo s ní počítáno, že pomůže vykonat deportaci v tichosti.
Jenže Bajsarovová i se svým mužem, jenž byl také zdatný střelec, dne 23. února 1944, kdy byl proces deportace zahájen, dezertovala a přidala se k vůdci čečenského povstání proti sovětské vládě Hasanovi Israilovovi. K dezerci měla kromě pocitu, že ji i její národ sovětský režim zradil, i velmi osobní pohnutku, neboť jí byl kvůli deportaci odebrán teprve jednoroční syn Šamil a svěřen do péče její tchyně, který v ten den ale zemřel, a následně zmizelo beze stopy všech jejích sedm sourozenců i rodiče. Ihned začala aktivně bojovat v odboji a zasadila sovětským jednotkám tvrdý úder 9. března (den po Mezinárodním dni žen), kdy se spolu s manželem po přepadení malého vojenského konvoje zmocnila dopisů s tajnými rozkazy, s šifrovacími kódy pro rádiovou komunikaci a vytištěných letáků vyzývajících obyvatelstvo, aby se vzdalo. Této akce se manželé účastnili i proto, aby dokázali Israilovovi, že nejsou tajní agenti nasazení na něj a na jeho odbojovou skupinu. Své následující činy pak Bajsarovová ospravedlňovala jako pomstu, ale pomstu za sebe, nikoliv za ztrátu svých nejbližších.
Při odboji zužitkovala svůj talent na ostrostřelbu a pronásledovatele z řad NKVD dokázala z karabiny trefovat do očí. Tuto schopnost využívala například v červenci 1944 v okolí malé samoty Peš-Gamchoj, kde se svou skupinou zlikvidovala osmičlennou výpravu čekistů. V srpnu zničili konvoj vezoucí ukradený majetek vyhnaných Čečenců. Pravidelně kontrolovala s ostatními odbojáři opuštěné vesnice, odkud vyháněla varovnými výstřely zloděje ze Severní Osetie, kteří dle jejích vlastních slov pořádali nájezdy do opuštěných končin, aby „zpeněžili cizí neštěstí.“ Varovné výstřely ale přilákaly jejich pronásledovatele z řad NKVD, a tak museli ustupovat do hor, kde oba manželé zúročili své zkušenosti s horolezectvím. Vyzbrojeni pouze horolezeckou výstrojí a karabinami čelili početní převaze NKVDistů, kteří byli vyzbrojeni podstatně lépe. Bavili se jejich nemotornosti v prudkých svazích a svými karabinami ze skrýší mířili přednostně na důstojníky.
Přišly ale další ztráty. V září 1944 byl v nerovném boji s NKVDisty v Moistu zabit její manžel Achmetchan a dne 29. prosince 1944 byl vůdce čečenského povstání Hasan Israilov dopaden a zastřelen poté, kdy byl vypátrán jeho úkryt na základě výpovědi dopadených jiných bojovníků a práce agentů NKVD, kteří se vydávali za povstalce. Byla přítomna osobně při této události, a sám Israilov, jenž byl po prvním střetu s NKVD již zraněn, ji vyzval, aby před přesilou utekla. Po vyčištění pozůstatků Israilových povstalců zůstala sama. Avšak díky zdatné střelbě a vynikajícímu horolezectví i své kráse se stala pro sovětské pronásledovatele nepolapitelnou. Tím si vysloužila jistý respekt i od svých pronásledovatelů, mezi nimiž byl i generál Bulanov. Žila jako abrekyně v kavkazských horách až do roku 1957, kdy bylo Čečencům a Ingušům ukončeno vyhnanství a směli se vrátit domů.

### Pozdější život
Ona sama se však vrátit nemohla, neměla už kam ani za kým. Překročila hřeben Kavkazu a usadila se potají v sovětské Gruzii, kde se znovu vdala za Gruzínce Toriela Toidzeho, kterému porodila několik dcer. Když po mnoha letech její druhý manžel zemřel, zanechala své dcery v Gruzii a vrátila se sama do Čečenska, kde dožila ve městě Itum-Kali a ve svých 85 letech zemřela.